# Сесвеннські Альпи
Сесвеннські Альпи (нім. Sesvennagruppe, італ. Catena Sesvenna-Tavrü) — гірський масив, розташований в Центрально-Східних Альпах, що в Східних Альп, які в свою чергу є частиною однієї з найбільших гірських систем Європи — Альп, а територіально лежать в східній Швейцарії, північній Італії та західній Австрії.

## Географія

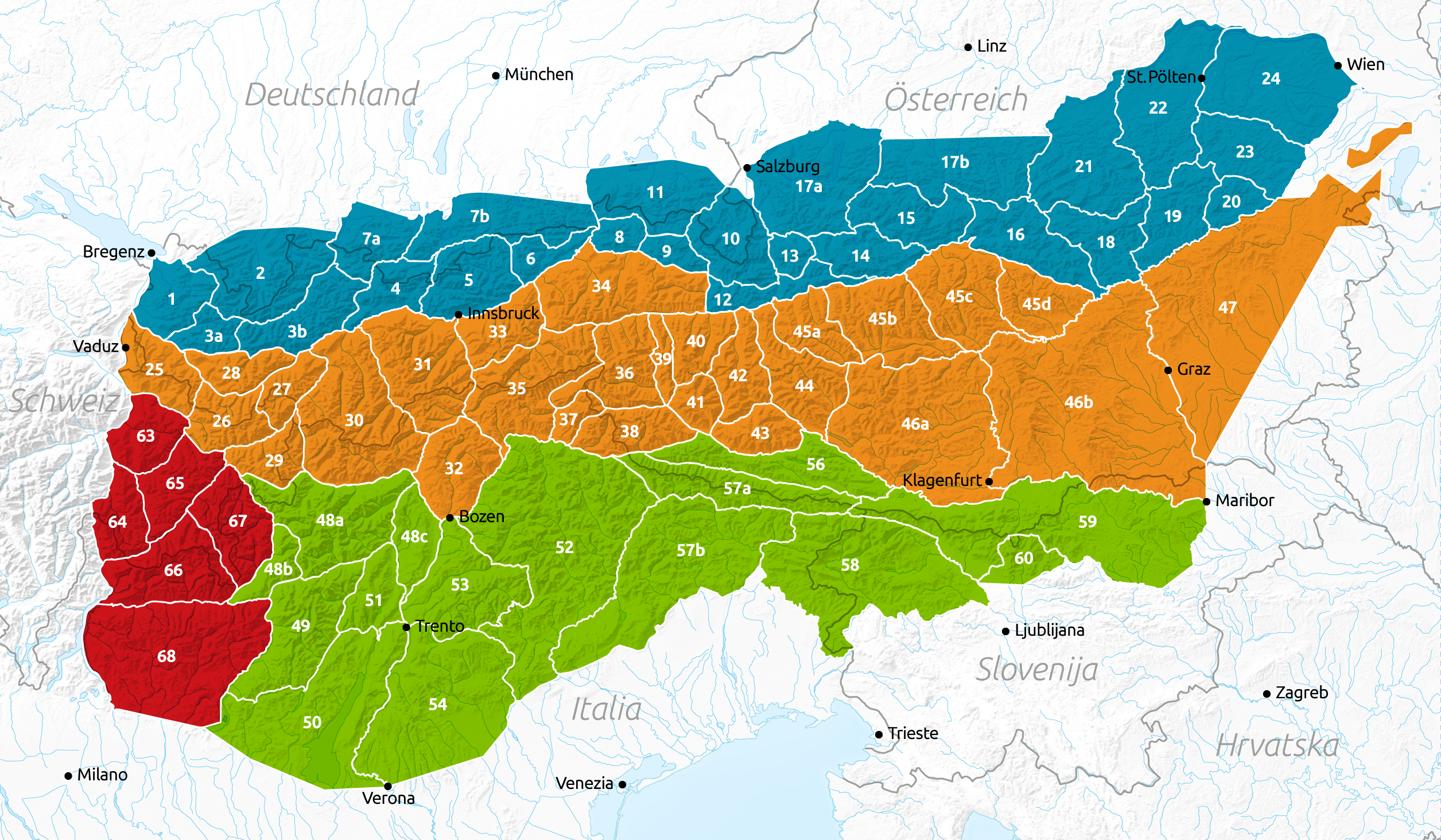
Сесвеннські Альпи, під № 29, на мапі Східних Альп.

Сесвеннські Альпи вважаються частиною Центрально-Східних Альп. Межі гірського масиву базуються на класифікації Альпійського клубу Східних Альп (AVE), які визначено відповідно до орографічних критеріїв.
Їхні високі доломітові вершини виходять на комуну Скуол в нижній частині долини Енгадін, що дає їм ще назву Енгадинських Доломітових Альп.
Сесвеннські Альпи відокремлені від Альп Самнаун, Сільвретта та Альбула на північному заході долиною Енгадін; від Альп Лівіньо на південному заході долиною Шпель; від Ортлерських Альп на півдні-південному заході через перевал Офен та Валь Мюстер; а від Ецтальських Альп на сході верхньою долиною Адідже та перевалом Решен. Цей гірський район є водозбірним басейном річок Інн (Енгадін) та Адідже.
Найвища вершина — пік Сесвенна, за якою близько йдуть високі піки з видом на територію комуни Скуол: Пісок, Плавна Дадант та Ліщана.

## Піки
Основними і найвищими вершинами Сесвенських Альп є піки:
| №за/п. | Вершина           | Висота | Висота | Координати                                                                  |
| №за/п. | Вершина           | АВ     | ВВ     | Координати                                                                  |
| ------ | ----------------- | ------ | ------ | --------------------------------------------------------------------------- |
| 1      | Пік Сесвенна      | 3204   | 1055   | 46°42′21.7″ пн. ш. 10°24′10.6″ сх. д. / 46.706028° пн. ш. 10.402944° сх. д. |
| 2      | Пік Пісок         | 3178   | 922    | 46°44′40.2″ пн. ш. 10°16′47.1″ сх. д. / 46.744500° пн. ш. 10.279750° сх. д. |
| 3      | Пік Плавна Дадант | 3167   | 490    | 46°42′31″ пн. ш. 10°13′25.6″ сх. д. / 46.70861° пн. ш. 10.223778° сх. д.    |
| 4      | Пік Нуна          | 3124   | 535    | 46°43′24″ пн. ш. 10°9′16″ сх. д. / 46.72333° пн. ш. 10.15444° сх. д.        |
| 5      | Пік Мінґер        | 3114   | 123    | 46°43′44.5″ пн. ш. 10°16′3.8″ сх. д. / 46.729028° пн. ш. 10.267722° сх. д.  |
| 6      | Пік Ліщана        | 3110   | 286    | 46°46′10.6″ пн. ш. 10°20′41.5″ сх. д. / 46.769611° пн. ш. 10.344861° сх. д. |
| 7      | Пік Мадлен        | 3099   | 159    | 46°44′22.7″ пн. ш. 10°20′21″ сх. д. / 46.739639° пн. ш. 10.33917° сх. д.    |
| 8      | Пік Крістанас     | 3092   | 239    | 46°44′4.4″ пн. ш. 10°23′31.8″ сх. д. / 46.734556° пн. ш. 10.392167° сх. д.  |
| 9      | Пік Лашадурелла   | 3046   | 206    | 46°41′53.5″ пн. ш. 10°11′45.5″ сх. д. / 46.698194° пн. ш. 10.195972° сх. д. |
| 10     | Пік д'Арпільяс    | 3027   | 188    | 46°44′3.4″ пн. ш. 10°7′3.6″ сх. д. / 46.734278° пн. ш. 10.117667° сх. д.    |
| 11     | Пік Сампуар       | 3023   | 148    | 46°41′44″ пн. ш. 10°13′1″ сх. д. / 46.69556° пн. ш. 10.21694° сх. д.        |
| 12     | Пік Терза         | 2909   | 275    | 46°38′19″ пн. ш. 10°24′0″ сх. д. / 46.63861° пн. ш. 10.40000° сх. д.        |
| 13     | Пік дал-Фуорн     | 2906   | 182    | 46°40′49″ пн. ш. 10°12′47″ сх. д. / 46.68028° пн. ш. 10.21306° сх. д.       |
| 14     | Пік Макун         | 2889   | 77     | 46°44′2.8″ пн. ш. 10°8′32.4″ сх. д. / 46.734111° пн. ш. 10.142333° сх. д.   |
| 15     | Пік Лад           | 2808   | 232    | 46°50′52.73″ пн. ш. 10°28′10″ сх. д. / 46.8479806° пн. ш. 10.46944° сх. д.  |
| 16     | Пік Аджуз         | 2788   | 110    | 46°46′56″ пн. ш. 10°21′22″ сх. д. / 46.78222° пн. ш. 10.35611° сх. д.       |

## Перевали
Основні гірські перевалами Сесвенських Альп:
| №за/п. | Гірський перевал | Місце розташування     | Тип         | Висота,м | Координати                                                                      |
| ------ | ---------------- | ---------------------- | ----------- | -------- | ------------------------------------------------------------------------------- |
| 1      | Фуоркла Сесвенна | С-шарль — Малс         | пішохідний  | 2824     | 46°43′24.09″ пн. ш. 10°24′42.63″ сх. д. / 46.7233583° пн. ш. 10.4118417° сх. д. |
| 2      | Шлінінг          | Сент — Мальсу          | кінний шлях | 2301     | 46°44′28″ пн. ш. 10°25′36″ сх. д. / 46.74111° пн. ш. 10.42667° сх. д.           |
| 3      | С-шарль          | С-шарль — Тубре        | кінний шлях | 2296     | 46°41′26.92″ пн. ш. 10°23′39.05″ сх. д. / 46.6908111° пн. ш. 10.3941806° сх. д. |
| 4      | Офен             | Зернез — Мюстер        | дорога      | 2155     | 46°38′23″ пн. ш. 10°17′32″ сх. д. / 46.63972° пн. ш. 10.29222° сх. д.           |
| 5      | Костайнас        | Нижн. Енгадін — Мюстер | кінний шлях | 2155     | 46°38′46.68″ пн. ш. 10°22′2.28″ сх. д. / 46.6463000° пн. ш. 10.3673000° сх. д.  |

## Галерея
| Пік Лад | Пасовище під перевалом Фуоркла Сесвенна | Хатина Лісчанагутте поблизу піку Ліщана | Швейцарський національний парк | Село С-шарль |